# 鄧務忠
鄧務忠（？—17世紀），字子良，號見餘，廣東廣州府南海縣人，明朝、南明政治人物。

## 生平
鄧務忠在天啓四年（1624年）中甲子科舉人，崇禎四年（1631年）登辛未科進士三甲二四六名，刑部观政，五年獲授蒼梧知縣，十年遷任山西道監察御史，十一年巡按貴州，監督軍餉。當地多土司，他維護大體，肅清紀綱，減省訟獄，栽切濫費，復甦民困。之後因平定水西功勞，擬陞任京卿；但遭權貴妒恨，改任湖廣參議。南明年間歷官太常少卿、左通政、通政使後去世。

## 引用
1. 1 2  錢海岳《南明史·卷五十八·列傳第三十四》：（鄧）務忠，字子良，南海人。崇禎四年進士。授蒼梧知縣，遷山西道御史，巡按貴州，監督軍餉。
2. ↑  《崇祯四年辛未科进士三代履历》：邓务忠，見餘，诗四房，癸卯三月初十日生。南海人，甲子十八，会三百名，三甲二百四十六名。刑部政，壬申授倉梧知县，丁丑行取，钦选山西道御史，巡视中城，戊寅贵州巡按。曾祖冕。祖璿，知州、庚午。父公慶，儒士。
3. 1 2  中央研究院歷史語言研究所內閣大庫檔案 ,034388號
4. ↑  錢海岳《南明史·卷五十八·列傳第三十四》：地多土司，維大體，肅紀綱，省訟獄，栽濫費，甦民困。以平水西功，擬陞京卿。權貴尼之，改湖廣參議。歷太常少卿、左通政、通政使卒。